# 不足金判決
不足金判決（deficiency judgment）とは、譲渡抵当（mortgage）の受戻権喪失手続（foreclosure）によって回収できなかった不足金の支払を債務者等に命じる米国法上の判決である。
ニューヨーク州法における定義は以下の通り。
原告の代理人（すなわち銀行の弁護士）は不足金判決を受けるためには申立てをしなければならず、売却終了後90日以内に申し立てなければ債権者は債権全額の弁済を受けたものとみなされ、不足金の支払を求めることはできない。
不足金判決を受けた債務者は、破産申立て、債務免除、上訴、申立てによる救済の可能性を探るため、弁護士に相談すべきである。